# Paul Harvey
Paul Harvey Aurandt, noto anche come Paul Harvey (Tulsa, 4 settembre 1918 – Phoenix, 28 febbraio 2009), è stato un conduttore radiofonico statunitense per ABC Radio Networks. Dal 1952 al 2008, i suoi programmi radiofonici raggiunsero ben 24 milioni di persone a settimana. Il suo programma Paul Harvey News è stato trasmesso su 1 200 stazioni radio, 400 stazioni della rete delle forze armate e 300 giornali.